# Bitva u Carnunta
Bitva u Carnunta se odehrála v roce 170 n. l. během markomanských válek mezi germánským kmenem Markomanů, vedeným vůdcem Ballomarem a římskou říši vedenou císařem Marcem Aureliem.
Na jaře roku 170 n. l. zaútočily germánské válečné skupiny na římské provincie podél řeky Dunaj. Před válečným tažením uzavřel král Markomanů Ballomar spojenectví s germánským kmenem Kvádů. Proti nim se postavil římský císař Marcus Aurelius se svým zetěm a zároveň hlavním vojenským poradcem Tiberiem Claudiem Pompeianem, kteří překročili Dunaj, aby Germány zatlačili zpět na sever do Germánie. Římané se s Germány střetli severně od starověkého města Carnuntum v Horní Panonii, které bylo sídlem římské legie Legio XIV Gemina. Tato legie neměla dostatek vojenských zkušeností a tak výsledek bitvy pro Římany skončil katastrofálně. Přestože legie bojovala tvrdě a statečně, germánským válečníkům se nevyrovnala. V boji padlo kolem 20 000 Římanů. Po tomto vítězství Germáni postupovali na jih, kde obléhali Aquileiu a vyplenili Opitergium.

Dochoval se pouze jeden zdroj popisující tuto bitvu, kterým je dílo Alexander řeckého filozofa Lúkiana. Někteří badatelé se domnívají, že se jedná pouze o polemiku či vtipnou satiru zaměřenou na Alexandra z Abonoteichu. O údaji 20 000 mrtvých římských vojáků někteří historici pochybují, ale skutečnost, že informace v tomto díle jsou zmíněny dalšími nezávislými antickými autory a epigrafickými či numismatickými důkazy, dodávají informacím Lúkiana na hodnověrnosti.
Chronologie událostí markomanských válek má řadu nejasností, ale histirici se shodují v tom, že bitva u Carnunta se odehrála na jaře roku 170 n. l.